# Sam Dunn
Sam Dunn es un antropólogo, músico y director de cine canadiense.
Ex-Bajista de la banda retirada de Black/Thrash metal Burn To Black, Principalmente es conocido por su documental Metal: A Headbanger's Journey. Dunn se obsesionó con el heavy metal a temprana edad, y tras graduarse por la Universidad de York en Antropología, ayudó a su amigo Scot McFadyen a filmar el documental.
Dunn coescribió y codirigió el documental de Iron Maiden 2009: Flight 666 junto a Scott McFadyen. La película narra la gira del año 2008 que realizó la banda en un Boeing 757, convertido para su traslado de un país a otro con el vocalista Bruce Dickinson. Sam Dunn y Scot McFadyen realizaron también un documental sobre la banda de rock progresivo Rush y actualmente está enfocado en un DVD en vivo de la banda Iron Maiden donde mostrará el concierto realizado en Santiago de Chile.

## Metal: A Headbanger's Journey
El documental comienza con una discusión de sobre quién es realmente la primera banda de metal. Luego procede a discutir los rasgos y a los autores de algunos de muchos subgéneros del metal, incluyendo el black metal, thrash metal y el glam metal, entre otros.
Dunn utiliza un árbol de géneros (organigrama) para documentar e ir explorando los diversos subgéneros del metal a través del filme. Uno de los segmentos más importantes es el viaje que realiza al festival Wacken Open Air, una entrevista con Dee Snider que provee de un análisis del ataque del Parents Music Resource Center contra el heavy metal. Entrevistas con varias bandas de Movimiento black metal noruego, muchas de las cuales apoyan el satanismo y discuten abiertamente sobre la quema de iglesias.

## Global Metal
Los directores Sam Dunn y Scot McFadyen nos descubren cómo el género musical heavy metal, ha impactado las culturas de Europa y América del Norte. La película sigue al fan del metal y antropólogo Sam Dunn en un viaje por Asia, América del Sur y Oriente Medio mientras explora la escena de la música extrema en el mundo, desde el death metal de Indonesia al black metal de República Popular China pasando por Irán con el thrash metal, etc.  El documental revela una comunidad mundial de metaleros que no están simplemente absorbiendo metal de Occidente, sino que lo están transformando, creando una nueva forma de expresión cultural en sociedades dominadas por conflictos, corrupción política y consumismo.

## Filmografía
Director:
En Producción
2010s
2000s
Satan (2013) (en producción)
"Metal Evolution" (2011) Series de TV (episodios desconocidos)
RUSH Time Machine 2011: Live in Cleveland (2011)
Rush: Beyond the Lighted Stage (2010)
Joe Bonamassa: Live at the Albert Hall (2009) (V)
Iron Maiden: Flight 666 (2009) (V)
Global Metal (2008)
Metal: A Headbanger's Journey (2005) 
Guionista:
En Producción
2010s
2000s
Satan (2013) (en producción) (escrito por)
"Metal Evolution" (2011) Series de TV (episodios desconocidos)
Rush: Beyond the Lighted Stage (2010) (escrito por)
Iron Maiden: Flight 666 (2009) (V) (escrito por)
Global Metal (2008) (guionista)
Metal: A Headbanger's Journey (2005) 
Productor:
En Producción
2010s
2000s
Satan (2013) (en producción) (productor)
"Metal Evolution" (2011) Series de TV (productor) (episodios desconocidos)
Rush: Beyond the Lighted Stage (2010) (productor)
Iron Maiden: Flight 666 (2009) (V) (productor)
Global Metal (2008) (productor)
Metal: A Headbanger's Journey (2005) (productor) 
Actor:
"Love My Way" .... Daniel (1 episodio, 2006) 
```
   - I Know You (2006) Episodio de TV .... Daniel
```

The Road from Coorain (2002) (TV) .... Bob (16) 
Mismo:
2010s
2000s
"Metal Evolution" .... Él Mismo (11 episodios, 2011-2012) 
```
   - Progressive Metal (2012) Episodio de TV .... Él Mismo
   - Power Metal (2012) Episodio de TV .... Él Mismo
   - Shock Rock (2012) Episodio de TV .... Él Mismo
   - Nu Metal (2012) Episodio de TV .... Él Mismo
   - Grunge (2011) Episodio de TV .... Él Mismo
     (6 más)
```

Global Metal (2008) .... Él Mismo
Metal: A Headbanger's Journey (2005) .... Él Mismo
Telling Tales (2003) (V) .... Él Mismo
Behind the Walls (2003) (V) .... Él Mismo